# Вроцкі
Вроцкі (пол. Wrocki, нім. Frödenwalde) — село в Польщі, у гміні Ґолюб-Добжинь Ґолюбсько-Добжинського повіту Куявсько-Поморського воєводства.
Населення — 739 осіб (2011).
У 1975-1998 роках село належало до Торунського воєводства.

## Демографія
Демографічна структура станом на 31 березня 2011 року:
|          | Загалом | Допрацездатний вік | Працездатний вік | Постпрацездатний вік |
| -------- | ------- | ------------------ | ---------------- | -------------------- |
| Чоловіки | 354     | 74                 | 249              | 31                   |
| Жінки    | 385     | 84                 | 225              | 76                   |
| Разом    | 739     | 158                | 474              | 107                  |